# جوش غوردي
جوش غوردي (بالإنجليزية: Josh Gordy)‏ هو لاعب كرة قدم أمريكية أمريكي، ولد في 9 فبراير 1987 في مقاطعة واشنطن في الولايات المتحدة.

## وصلات خارجية
- جوش غوردي على موقع مرجع كرة القدم المحترفة.كوم (الإنجليزية)